# A29 road
Die A29 road (englisch für Straße A29) ist eine 56,5 km lange, heute für den Verkehr weniger bedeutsame und nicht als Primary route ausgewiesene Straße, die weitgehend auf der Trasse der Römerstraße Stane Street verläuft.

## Verlauf
Die Straße zweigt südlich von Dorking in Beare Green bei Capel (Surrey) von der A24 road ab und verläuft in südsüdwestlicher Richtung weitgehend auf der Trasse der Römerstraße über Ockley nach Billingshurst in West Sussex, das auf einem bypass im Westen umgangen wird; dabei wird die A272 road gekreuzt. In Pulborough wird die A283 road gequert. Die Straße überschreitet dann die South Downs und quert in Fontwell die A27 road. Von dort führt sie zur Küstenstadt und Seebad Bognor Regis am Ärmelkanal, wo sie endet.